# Van Siclen Avenue (linea IRT New Lots)
Van Siclen Avenue è una fermata della metropolitana di New York situata sulla linea IRT New Lots. Nel 2019 è stata utilizzata da 853 106 passeggeri. La stazione è servita principalmente dalla linea 3, tranne di notte quando è servita dalla linea 4. Durante le ore di punta fermano occasionalmente alcune corse delle linee 2, 4 e 5.

## Storia
La stazione e il resto della linea IRT New Lots furono realizzate come parte del contratto 3 dei Dual Contracts, stipulato nel 1913 tra la città di New York e l'Interborough Rapid Transit Company (IRT). I lavori di costruzione iniziarono nel 1917. Venne inaugurata il 16 ottobre 1922 come parte del prolungamento fino a New Lots Avenue.
Nel 1961 furono completati i lavori di estensione delle banchine per permettere di accogliere treni con dieci carrozze. Nel novembre 1976 la New York City Transit Authority (NYCTA) avviò una gara per appaltare la sostituzione delle banchine in legno della stazione con banchine in calcestruzzo. Tra il 20 aprile 2015 e il 28 marzo 2016 la stazione è stata chiusa per essere ristrutturata, come parte del piano di investimenti 2010-2014 della Metropolitan Transportation Authority (MTA).

## Strutture e impianti
La stazione è posta su un viadotto al di sopra di Livonia Avenue, ha due binari e due banchine laterali. Il mezzanino, posizionato sotto il piano binari, ospita le scale per accedere alle banchine, i tornelli e le due scale per il piano stradale che portano all'incrocio con Van Siclen Avenue, una all'angolo nord-ovest e una all'angolo sud-est.
Nel 2017, nell'ambito dell'iniziativa della MTA "Arts & Design", nella stazione sono stati installati dei pannelli realizzati dall'artista Saya Woolfalk intitolati Urban Garden Rail e ispirati ai giardini condivisi nati nel quartiere.